# KV11
25°45′00″N 32°36′51″Ø / 25.75°N 32.6143°Ø
KV11 er Ramses III´s grav i Kongernes Dal i Egypten. Graven blev oprindeligt startet af Setnakhte, men blev opgivet, da den brød ind i den tidligere grav som tilhørte Amenmesse KV10. Setnakhte blev begravet i KV14. Graven KV11 blev genoptaget og udvidet for Rameses III.
Graven har været åben siden oldtiden, og er blevet kendt som Bruce´s grav (opkaldt efter James Bruce, der kom ind i graven i 1768).
Den 188 meter lange grav er smukt dekoreret. 
Gravkammeret er en otte-søjlebårne hal, hvori den røde sarkofag var.
- Kongernes Dal - KV11